# Liga Femenina de voleibol argentino de 2019
La Liga Femenina de Voleibol Argentino de 2019 fue la vigésima tercera edición del torneo más importante a nivel de clubes organizado por FeVA para equipos de voleibol femenino. En la edición participarían catorce equipos a pesar del deseo de crear la «SuperLiga» con 12 equipos. Antes del comienzo de la primera etapa se dieron de baja dos equipos, Caleta Vóley de Caleta Olivia y Rivadavia de Villa María, Córdoba.
El campeón fue Boca Juniors qué logró el bicampeonato y alcanzó su sexto título tras ganar en la serie final 2 a 1 contra San Lorenzo de Almagro.

## Equipos participantes
- Banco Provincia (La Plata)
- Boca Juniors (Buenos Aires)
- Caleta Vóley (Caleta Olivia)[n 1]
- Club Rosario (Rosario)
- Estudiantes de La Plata (La Plata) (Campeón de la Liga A2 de 2018, ascendido)
- Gimnasia y Esgrima La Plata (La Plata)
- Gigantes del Sur (Plottier)[4]
- Rivadavia (Villa María)[n 1]
- River Plate (Buenos Aires)
- San José (San José)
- San Lorenzo de Almagro (Buenos Aires)
- Universitario (Córdoba) (Subcampeón de la Liga A2 de 2018, ascendido)
- Vélez Sarsfield (Buenos Aires)
- Villa Dora (Santa Fe)

## Formato de competencia
La Liga está dividida en varias fases. En la primera fase los catorce participantes se agrupan en dos zonas y se enfrentan todos contra todos dos veces, una como local y otra como visitante. Con base a los resultados obtenidos los equipos se ordenan en una tabla y los seis mejores de cada grupo avanzan de fase, mientras que el último de cada grupo pierde la categoría.
En la segunda fase los doce clasificados se dividen en tres zonas de cuatro equipos cada una y se enfrentan dentro de la misma todos contra todos una vez. De esa segunda ronda avanzan ocho equipos por el campeonato, mientras que los restantes equipos juegan por la permanencia, ya que se definen dos descensos más. En la tercera ronda por el campeonato se dividen los equipos en dos zonas de cuatro y de allí se determinan los semifinalistas. Los semifinalistas se enfrentan entre ellos y los ganadores de esos cruces disputan la final, para determinar al equipo campeón de la temporada.

## Primera fase; fase regular

### Zona A
| Pos. | Equipo                      | Pts | Partidos | Partidos | Partidos | Sets | Sets |
| Pos. | Equipo                      | Pts | PJ       | PG       | PP       | SG   | SP   |
| ---- | --------------------------- | --- | -------- | -------- | -------- | ---- | ---- |
| 1.º  | Boca Juniors (Buenos Aires) | 24  | 10       | 8        | 2        | 27   | 9    |
| 2.º  | Villa Dora (Santa Fe)       | 22  | 10       | 8        | 2        | 27   | 15   |
| 3.º  | River Plate (Buenos Aires)  | 17  | 10       | 5        | 5        | 19   | 17   |
| 4.º  | Club Rosario                | 13  | 10       | 4        | 6        | 17   | 21   |
| 5.º  | San José (Entre Ríos)       | 12  | 10       | 4        | 6        | 16   | 21   |
| 6.º  | Universitario (Córdoba)     | 2   | 10       | 1        | 9        | 6    | 29   |
| 7.º  | Rivadavia (Villa María)     |     |          |          |          |      |      |

|  |                 |
|  | Avanza de fase. |
|  | Desciende.      |

Primer weekend
| 31 de enero, 19:00 | Club Rosario | 3 - 0                          | Universitario (Córdoba) |  |  |
|                    |              | ( 25-23, 25-9, 25-19 ) Reporte |                         |  |  |

| 1 de febrero, 21:00 | Villa Dora | 3 - 1                                  | Universitario (Córdoba) |  |  |
|                     |            | ( 19-25, 25-18, 25-14, 25-22 ) Reporte |                         |  |  |

| 1 de febrero, 21:00 | San José (ER) | 1 - 3                                  | River Plate |  |  |
|                     |               | ( 15-25, 25-23, 19-25, 22-25 ) Reporte |             |  |  |

| 2 de febrero, 21:00 | San José (ER) | 0 - 3                           | Boca Juniors |  |  |
|                     |               | ( 20-25, 19-25, 20-25 ) Reporte |              |  |  |

| 3 de febrero, 19:00 | Club Rosario | 1 - 3                                  | Villa Dora |  |  |
|                     |              | ( 16-25, 15-25, 25-23, 17-25 ) Reporte |            |  |  |

Segundo weekend
| 8 de febrero, 21:00 | Villa Dora | 3 - 2                                         | Boca Juniors |  |  |
|                     |            | ( 18-25, 28-26, 24-26, 25-18, 15-12 ) Reporte |              |  |  |

| 8 de febrero, 21:00 | Club Rosario | 3 - 1                                  | River Plate |  |  |
|                     |              | ( 18-25, 25-20, 25-21, 25-16 ) Reporte |             |  |  |

| 9 de febrero, 19:00 | Club Rosario | 1 - 3                                  | Boca Juniors |  |  |
|                     |              | ( 16-25, 25-21, 21-25, 13-25 ) Reporte |              |  |  |

| 9 de febrero, 21:00 | Universitario (Córdoba) | 1 - 3                                  | San José (ER) |  |  |
|                     |                         | ( 23-25, 27-25, 18-25, 22-25 ) Reporte |               |  |  |

| 10 de febrero, 20:00 | Villa Dora | 3 - 1                                  | River Plate |  |  |
|                      |            | ( 20-25, 25-19, 29-27, 25-19 ) Reporte |             |  |  |

Tercer weekend
| 15 de febrero, 21:00 | Boca Juniors | 1 - 3                                  | River Plate |  |  |
|                      |              | ( 24-26, 22-25, 25-19, 23-25 ) Reporte |             |  |  |

| 15 de febrero, 21:00 | San José (ER) | 1 - 3                                  | Club Rosario |  |  |
|                      |               | ( 13-25, 24-26, 25-15, 20-25 ) Reporte |              |  |  |

| 16 de febrero, 20:00 | Boca Juniors | 3 - 0                           | Universitario (Córdoba) |  |  |
|                      |              | ( 25-10, 25-14, 25-20 ) Reporte |                         |  |  |

| 16 de febrero, 20:00 | San José (ER) | 2 - 3                                        | Villa Dora |  |  |
|                      |               | ( 19-25, 20-25, 25-18, 25-21, 8-15 ) Reporte |            |  |  |

| 17 de febrero, 20:00 | River Plate | 3 - 0                           | Universitario (Córdoba) |  |  |
|                      |             | ( 25-14, 25-21, 25-22 ) Reporte |                         |  |  |

Cuarto weekend
| 20 de febrero | Villa Dora | 3 - 2                                        | Club Rosario |  |  |
|               |            | ( 24-26, 19-25, 25-16, 25-23, 15-9 ) Reporte |              |  |  |

| 23 de febrero | Universitario (Córdoba) | 1 - 3                                  | Club Rosario |  |  |
|               |                         | ( 23-25, 25-23, 22-25, 20-25 ) Reporte |              |  |  |

| 24 de febrero | Universitario (Córdoba) | 0 - 3                           | Villa Dora |  |  |
|               |                         | ( 22-25, 15-25, 17-25 ) Reporte |            |  |  |

| 25 de febrero | River Plate | 2 - 3                                         | San José (ER) |  |  |
|               |             | ( 25-22, 25-17, 18-25, 19-25, 11-15 ) Reporte |               |  |  |

| 26 de febrero | Boca Juniors | 3 - 0                          | San José (ER) |  |  |
|               |              | ( 25-16, 25-22, 25-7 ) Reporte |               |  |  |

Quinto weekend
| 2 de marzo, 21:00 | Boca Juniors | 3 - 0                           | Club Rosario |  |  |
|                   |              | ( 25-21, 25-21, 25-11 ) Reporte |              |  |  |

| 3 de marzo, 20:00 | Boca Juniors | 3 - 2                                         | Villa Dora |  |  |
|                   |              | ( 22-25, 25-20, 25-14, 21-25, 15-11 ) Reporte |            |  |  |

| 3 de marzo, 20:00 | River Plate | 3 - 1                                  | Club Rosario |  |  |
|                   |             | ( 20-25, 25-15, 25-16, 25-15 ) Reporte |              |  |  |

| 3 de marzo, 21:00 | San José (ER) | 3 - 0                           | Universitario (Córdoba) |  |  |
|                   |               | ( 25-19, 25-16, 25-22 ) Reporte |                         |  |  |

| 4 de marzo, 20:00 | River Plate | 3 - 1                                  | Villa Dora |  |  |
|                   |             | ( 27-25, 28-26, 21-25, 25-18 ) Reporte |            |  |  |

Sexto weekend
| 7 de marzo, 21:00 | River Plate | 0 - 3                           | Boca Juniors |  |  |
|                   |             | ( 22-25, 16-25, 19-25 ) Reporte |              |  |  |

| 8 de marzo, 21:00 | Club Rosario | 0 - 3                           | San José (ER) |  |  |
|                   |              | ( 24-26, 19-25, 10-25 ) Reporte |               |  |  |

| 9 de marzo, 21:00 | Universitario (Córdoba) | 0 - 3                           | Boca Juniors |  |  |
|                   |                         | ( 15-25, 18-25, 19-25 ) Reporte |              |  |  |

| 10 de marzo, 20:00 | Universitario (Córdoba) | 3 - 2                                         | River Plate |  |  |
|                    |                         | ( 25-14, 16-25, 25-21, 19-25, 15-12 ) Reporte |             |  |  |

| 10 de marzo, 20:00 | Villa Dora | 3 - 0                           | San José (ER) |  |  |
|                    |            | ( 25-15, 25-22, 25-20 ) Reporte |               |  |  |

### Zona B
| Pos. | Equipo                                | Pts | Partidos | Partidos | Partidos | Sets | Sets |
| Pos. | Equipo                                | Pts | PJ       | PG       | PP       | SG   | SP   |
| ---- | ------------------------------------- | --- | -------- | -------- | -------- | ---- | ---- |
| 1.º  | San Lorenzo de Almagro (Buenos Aires) | 25  | 10       | 9        | 1        | 29   | 11   |
| 2.º  | Gimnasia (La Plata)                   | 21  | 10       | 7        | 3        | 25   | 14   |
| 3.º  | Banco Provincia (La Plata)            | 18  | 10       | 6        | 4        | 22   | 13   |
| 4.º  | Vélez Sarsfield (Buenos Aires)        | 14  | 10       | 5        | 5        | 18   | 24   |
| 5.º  | Estudiantes de La Plata               | 9   | 10       | 3        | 7        | 15   | 26   |
| 6.º  | Gigantes del Sur                      | 3   | 10       | 0        | 10       | 9    | 29   |
| 7.º  | Caleta Vóley (Caleta Olivia)          |     |          |          |          |      |      |

|  |                 |
|  | Avanza de fase. |
|  | Desciende.      |

Primer weekend
| 2 de febrero, 20:00 | San Lorenzo (BA) | 3 - 0                           | Banco Provincia (LP) |  |  |
|                     |                  | ( 25-23, 25-20, 25-14 ) Reporte |                      |  |  |

| 2 de febrero, 21:00 | Gigantes del Sur | 0 - 3                          | Gimnasia (LP) |  |  |
|                     |                  | ( 17-25, 9-25, 16-25 ) Reporte |               |  |  |

| 2 de febrero, 21:30 | Vélez Sarsfield | 3 - 1                                  | Estudiantes (LP) |  |  |
|                     |                 | ( 23-25, 25-18, 25-22, 25-23 ) Reporte |                  |  |  |

| 3 de febrero, 19:00 | Vélez Sarsfield | 2 - 3                                        | Banco Provincia (LP) |  |  |
|                     |                 | ( 25-23, 25-19, 16-25, 18-25, 7-15 ) Reporte |                      |  |  |

| 3 de febrero, 21:30 | San Lorenzo (BA) | 3 - 0                           | Estudiantes (LP) |  |  |
|                     |                  | ( 25-15, 25-11, 25-21 ) Reporte |                  |  |  |

Segundo weekend
| 7 de febrero, 21:00 | Gigantes del Sur | 0 - 3                           | Banco Provincia (LP) |  |  |
|                     |                  | ( 11-25, 21-25, 20-25 ) Reporte |                      |  |  |

| 8 de febrero, 21:00 | Gimnasia (LP) | 3 - 0                           | Vélez Sarsfield |  |  |
|                     |               | ( 25-17, 25-15, 25-17 ) Reporte |                 |  |  |

| 9 de febrero, 19:00 | San Lorenzo (BA) | 3 - 0                           | Vélez Sarsfield |  |  |
|                     |                  | ( 25-20, 25-17, 25-19 ) Reporte |                 |  |  |

| 10 de febrero, 20:30 | Gimnasia (LP) | 3 - 2                                       | San Lorenzo (BA) |  |  |
|                      |               | ( 9-25, 26-24, 25-16, 17-25, 15-8 ) Reporte |                  |  |  |

| 10 de febrero, 21:00 | Gigantes del Sur | 2 - 3                                         | Estudiantes (LP) |  |  |
|                      |                  | ( 25-23, 14-25, 21-25, 25-14, 10-15 ) Reporte |                  |  |  |

Tercer weekend
| 14 de febrero, 21:00 | Estudiantes (LP) | 3 - 1                                  | Gimnasia (LP) |  |  |
|                      |                  | ( 27-29, 25-22, 25-19, 25-21 ) Reporte |               |  |  |

| 15 de febrero, 19:00 | San Lorenzo (BA) | 3 - 0                           | Gigantes del Sur |  |  |
|                      |                  | ( 25-15, 25-15, 25-18 ) Reporte |                  |  |  |

| 16 de febrero, 21:00 | Vélez Sarsfield | 3 - 1                                  | Gigantes del Sur |  |  |
|                      |                 | ( 22-25, 25-20, 25-13, 25-19 ) Reporte |                  |  |  |

| 16 de febrero, 21:00 | Banco Provincia (LP) | 3 - 0                           | Estudiantes (LP) |  |  |
|                      |                      | ( 25-15, 25-23, 25-21 ) Reporte |                  |  |  |

| 17 de febrero, 21:00 | Gimnasia (LP) | 3 - 1                                  | Banco Provincia (LP) |  |  |
|                      |               | ( 25-15, 21-25, 25-18, 25-21 ) Reporte |                      |  |  |

Cuarto weekend
| 22 de febrero | Estudiantes (LP) | 2 - 3                                         | Vélez Sarsfield |  |  |
|               |                  | ( 25-23, 16-25, 21-25, 27-25, 17-19 ) Reporte |                 |  |  |

| 24 de febrero | Banco Provincia (LP) | 3 - 0                           | Vélez Sarsfield |  |  |
|               |                      | ( 25-17, 25-17, 25-16 ) Reporte |                 |  |  |

| 26 de febrero | Banco Provincia (LP) | 2 - 3                                         | San Lorenzo (BA) |  |  |
|               |                      | ( 19-25, 25-13, 28-30, 25-23, 14-16 ) Reporte |                  |  |  |

| 27 de febrero | Estudiantes (LP) | 2 - 3                                         | San Lorenzo (BA) |  |  |
|               |                  | ( 18-25, 17-25, 25-23, 25-20, 11-15 ) Reporte |                  |  |  |

Quinto weekend
| 26 de febrero, 21:00 | Vélez Sarsfield | 3 - 2                                         | Gimnasia (LP) |  |  |
|                      |                 | ( 25-13, 25-20, 22-25, 15-25, 15-10 ) Reporte |               |  |  |

| 28 de febrero, 21:00 | Gimnasia (LP) | 3 - 0   | Gigantes del Sur |  |  |
|                      |               | Reporte |                  |  |  |

| 2 de marzo, 21:00 | Banco Provincia (LP) | 3 - 0                           | Gigantes del Sur |  |  |
|                   |                      | ( 25-21, 25-13, 25-19 ) Reporte |                  |  |  |

| 3 de marzo, 20:00 | Estudiantes (LP) | 3 - 2                                        | Gigantes del Sur |  |  |
|                   |                  | ( 26-24, 18-25, 23-25, 25-17, 15-8 ) Reporte |                  |  |  |

| 3 de marzo, 20:00 | Vélez Sarsfield | 2 - 3                                         | San Lorenzo (BA) |  |  |
|                   |                 | ( 22-25, 25-17, 18-25, 25-16, 14-16 ) Reporte |                  |  |  |

| 6 de marzo, 21:00 | San Lorenzo (BA) | 3 - 1                                  | Gimnasia (LP) |  |  |
|                   |                  | ( 22-25, 25-23, 25-10, 25-17 ) Reporte |               |  |  |

Sexto weekend
| 8 de marzo, 21:30 | Banco Provincia (LP) | 1 - 3                                  | Gimnasia (LP) |  |  |
|                   |                      | ( 25-18, 27-29, 22-25, 22-25 ) Reporte |               |  |  |

| 9 de marzo, 21:00 | Gigantes del Sur | 2 - 3                                        | Vélez Sarsfield |  |  |
|                   |                  | ( 27-25, 18-25, 13-25, 25-20, 9-15 ) Reporte |                 |  |  |

| 10 de marzo, 20:00 | Gigantes del Sur | 1 - 3                                  | San Lorenzo (BA) |  |  |
|                    |                  | ( 14-25, 21-25, 25-22, 14-25 ) Reporte |                  |  |  |

| 11 de marzo, 21:00 | Gimnasia (LP) | 3 - 1                                  | Estudiantes (LP) |  |  |
|                    |               | ( 25-19, 25-19, 21-25, 25-21 ) Reporte |                  |  |  |

| 13 de marzo, 20:00 | Estudiantes (LP) | 0 - 3                           | Banco Provincia (LP) |  |  |
|                    |                  | ( 14-25, 18-25, 18-25 ) Reporte |                      |  |  |

## Segunda fase

### Zona C
| Pos. | Equipo                     | Pts | Partidos | Partidos | Partidos | Sets | Sets |
| Pos. | Equipo                     | Pts | PJ       | PG       | PP       | SG   | SP   |
| ---- | -------------------------- | --- | -------- | -------- | -------- | ---- | ---- |
| 1.º  | Boca Juniors               | 6   | 3        | 2        | 1        | 7    | 3    |
| 2.º  | Banco Provincia (La Plata) | 6   | 3        | 2        | 1        | 7    | 4    |
| 3.º  | Club Rosario               | 4   | 3        | 1        | 2        | 5    | 7    |
| 4.º  | Gigantes del Sur           | 2   | 3        | 1        | 2        | 3    | 8    |

|  |                            |
|  | Avanza a zona campeonato.  |
|  | Avanza a zona permanencia. |

| 22 de marzo, 19:30 | Banco Provincia (LP) | 1 - 3                                  | Club Rosario | Polideportivo Quinquela Martin, Buenos Aires |  |
|                    |                      | ( 25-19, 21-25, 19-25, 22-25 ) Reporte |              |                                              |  |

| 22 de marzo, 21:30 | Boca Juniors | 3 - 0                           | Gigantes del Sur | Polideportivo Quinquela Martin, Buenos Aires |  |
|                    |              | ( 25-21, 25-18, 25-19 ) Reporte |                  |                                              |  |

| 23 de marzo, 19:30 | Banco Provincia (LP) | 3 - 0                           | Gigantes del Sur | Polideportivo Quinquela Martin, Buenos Aires |  |
|                    |                      | ( 25-14, 25-11, 25-18 ) Reporte |                  |                                              |  |

| 23 de marzo, 21:30 | Boca Juniors | 3 - 0                           | Club Rosario | Polideportivo Quinquela Martin, Buenos Aires |  |
|                    |              | ( 25-12, 25-12, 25-20 ) Reporte |              |                                              |  |

| 24 de marzo, 19:30 | Club Rosario | 2 - 3                                         | Gigantes del Sur | Polideportivo Quinquela Martin, Buenos Aires |  |
|                    |              | ( 25-22, 32-34, 25-16, 22-25, 11-15 ) Reporte |                  |                                              |  |

| 24 de marzo, 21:30 | Boca Juniors | 1 - 3                                  | Banco Provincia (LP) | Polideportivo Quinquela Martin, Buenos Aires |  |
|                    |              | ( 25-16, 19-25, 25-27, 24-26 ) Reporte |                      |                                              |  |

### Zona D
| Pos. | Equipo                     | Pts | Partidos | Partidos | Partidos | Sets | Sets |
| Pos. | Equipo                     | Pts | PJ       | PG       | PP       | SG   | SP   |
| ---- | -------------------------- | --- | -------- | -------- | -------- | ---- | ---- |
| 1.º  | San Lorenzo (Buenos Aires) | 9   | 3        | 3        | 0        | 9    | 1    |
| 2.º  | Vélez Sarsfield            | 5   | 3        | 2        | 1        | 6    | 5    |
| 3.º  | River Plate                | 3   | 3        | 1        | 2        | 4    | 6    |
| 4.º  | Universitario (Córdoba)    | 1   | 3        | 0        | 3        | 2    | 9    |

|  |                            |
|  | Avanza a zona campeonato.  |
|  | Avanza a zona permanencia. |

| 22 de marzo, 19:00 | Vélez Sarsfield | 3 - 0                           | River Plate | Salón San Martín, ciudad deportiva de CASLA, Buenos Aires |  |
|                    |                 | ( 25-20, 25-22, 28-26 ) Reporte |             |                                                           |  |

| 22 de marzo, 21:00 | San Lorenzo (BA) | 3 - 0                           | Universitario (C) | Salón San Martín, ciudad deportiva de CASLA, Buenos Aires |  |
|                    |                  | ( 25-10, 25-14, 25-15 ) Reporte |                   |                                                           |  |

| 23 de marzo, 19:00 | River Plate | 3 - 0                           | Universitario (C) | Salón San Martín, ciudad deportiva de CASLA, Buenos Aires |  |
|                    |             | ( 25-14, 25-22, 31-29 ) Reporte |                   |                                                           |  |

| 23 de marzo, 21:00 | San Lorenzo (BA) | 3 - 0                           | Vélez Sarsfield | Salón San Martín, ciudad deportiva de CASLA, Buenos Aires |  |
|                    |                  | ( 25-17, 25-19, 25-14 ) Reporte |                 |                                                           |  |

| 24 de marzo, 18:00 | Vélez Sarsfield | 3 - 2                                         | Universitario (C) | Salón San Martín, ciudad deportiva de CASLA, Buenos Aires |  |
|                    |                 | ( 25-17, 25-14, 24-26, 23-25, 16-14 ) Reporte |                   |                                                           |  |

| 24 de marzo, 20:00 | San Lorenzo (BA) | 3 - 1                                  | River Plate | Salón San Martín, ciudad deportiva de CASLA, Buenos Aires |  |
|                    |                  | ( 26-28, 28-26, 25-19, 25-15 ) Reporte |             |                                                           |  |

### Zona E
| Pos. | Equipo                  | Pts | Partidos | Partidos | Partidos | Sets | Sets |
| Pos. | Equipo                  | Pts | PJ       | PG       | PP       | SG   | SP   |
| ---- | ----------------------- | --- | -------- | -------- | -------- | ---- | ---- |
| 1.º  | Villa Dora              | 9   | 3        | 3        | 0        | 9    | 1    |
| 2.º  | Gimnasia (La Plata)     | 6   | 3        | 2        | 1        | 6    | 5    |
| 3.º  | Estudiantes de La Plata | 3   | 3        | 1        | 2        | 5    | 7    |
| 4.º  | San José (Entre Ríos)   | 0   | 3        | 0        | 3        | 2    | 9    |

|  |                            |
|  | Avanza a zona campeonato.  |
|  | Avanza a zona permanencia. |

| 20 de marzo, 21:00 | Gimnasia (LP) | 3 - 1                                  | Estudiantes (LP) | Polideportivo Víctor Nethol, La Plata     |                                           |
|                    |               | ( 28-26, 17-25, 25-15, 25-17 ) Reporte |                  | Árbitro(s): Carlos Dalinger y Juan Silva. | Árbitro(s): Carlos Dalinger y Juan Silva. |

| 22 de marzo, 21:00 | Villa Dora | 3 - 0                           | San José (ER) | Estadio de Villa Dora, Santa Fe |  |
|                    |            | ( 25-16, 25-16, 26-24 ) Reporte |               |                                 |  |

| 23 de marzo, 19:00 | San José (ER) | 1 - 3                                  | Gimnasia (LP) | Estadio de Villa Dora, Santa Fe |  |
|                    |               | ( 21-25, 25-20, 19-25, 23-25 ) Reporte |               |                                 |  |

| 23 de marzo, 21:00 | Villa Dora | 3 - 1                                  | Estudiantes (LP) | Estadio de Villa Dora, Santa Fe |  |
|                    |            | ( 20-25, 25-17, 25-17, 25-13 ) Reporte |                  |                                 |  |

| 24 de marzo, 18:00 | San José (ER) | 1 - 3                                  | Estudiantes (LP) | Estadio de Villa Dora, Santa Fe |  |
|                    |               | ( 17-25, 18-25, 25-19, 22-25 ) Reporte |                  |                                 |  |

| 24 de marzo, 20:00 | Villa Dora | 3 - 0                           | Gimnasia (LP) | Estadio de Villa Dora, Santa Fe |  |
|                    |            | ( 25-18, 25-20, 25-20 ) Reporte |               |                                 |  |

### Tabla de terceros
| Zona | Equipo                  | Pts | Partidos | Partidos | Partidos | Sets | Sets |
| Zona | Equipo                  | Pts | PJ       | PG       | PP       | SG   | SP   |
| ---- | ----------------------- | --- | -------- | -------- | -------- | ---- | ---- |
| C    | Club Rosario            | 4   | 3        | 1        | 2        | 5    | 7    |
| E    | Estudiantes de La Plata | 3   | 3        | 1        | 2        | 5    | 7    |
| D    | River Plate             | 3   | 3        | 1        | 2        | 4    | 6    |

|  |                            |
|  | Avanza a zona campeonato.  |
|  | Avanza a zona permanencia. |

## Tercera fase

### Zona F; campeonato
| Pos. | Equipo               | Pts | Partidos | Partidos | Partidos | Sets | Sets |
| Pos. | Equipo               | Pts | PJ       | PG       | PP       | SG   | SP   |
| ---- | -------------------- | --- | -------- | -------- | -------- | ---- | ---- |
| 1.º  | San Lorenzo (BA)     | 8   | 3        | 3        | 0        | 9    | 3    |
| 2.º  | Gimnasia (LP)        | 5   | 3        | 2        | 1        | 7    | 6    |
| 3.º  | Estudiantes (LP)     | 4   | 3        | 1        | 2        | 6    | 6    |
| 4.º  | Banco Provincia (LP) | 1   | 3        | 0        | 3        | 2    | 9    |

|  |                       |
|  | Avanza a semifinales. |
|  | Eliminado del torneo. |

| 29 de marzo, 19:00 | Banco Provincia (LP) | 2 - 3                                        | Gimnasia (LP) | Salón San Martín, ciudad deportiva de CASLA, Buenos Aires |  |
|                    |                      | ( 25-23, 25-16, 19-25, 11-25, 7-15 ) Reporte |               |                                                           |  |

| 29 de marzo, 21:00 | San Lorenzo (BA) | 3 - 2                                         | Estudiantes (LP) | Salón San Martín, ciudad deportiva de CASLA, Buenos Aires |  |
|                    |                  | ( 27-29, 25-15, 19-25, 25-23, 15-11 ) Reporte |                  |                                                           |  |

| 30 de marzo, 19:00 | Banco Provincia (LP) | 0 - 3                           | Estudiantes (LP) | Salón San Martín, ciudad deportiva de CASLA, Buenos Aires |  |
|                    |                      | ( 22-25, 10-25, 17-25 ) Reporte |                  |                                                           |  |

| 30 de marzo, 21:00 | San Lorenzo (BA) | 3 - 1                                  | Gimnasia (LP) | Salón San Martín, ciudad deportiva de CASLA, Buenos Aires |  |
|                    |                  | ( 25-15, 22-25, 25-19, 25-13 ) Reporte |               |                                                           |  |

| 31 de marzo, 18:00 | Gimnasia (LP) | 3 - 1                                  | Estudiantes (LP) | Salón San Martín, ciudad deportiva de CASLA, Buenos Aires |  |
|                    |               | ( 22-25, 25-13, 25-13, 25-16 ) Reporte |                  |                                                           |  |

| 31 de marzo, 20:00 | San Lorenzo (BA) | 3 - 0                           | Banco Provincia (LP) | Salón San Martín, ciudad deportiva de CASLA, Buenos Aires |  |
|                    |                  | ( 25-12, 25-18, 25-15 ) Reporte |                      |                                                           |  |

### Zona G; campeonato
| Pos. | Equipo          | Pts | Partidos | Partidos | Partidos | Sets | Sets |
| Pos. | Equipo          | Pts | PJ       | PG       | PP       | SG   | SP   |
| ---- | --------------- | --- | -------- | -------- | -------- | ---- | ---- |
| 1.º  | Boca Juniors    | 7   | 3        | 2        | 1        | 8    | 4    |
| 2.º  | Villa Dora      | 6   | 3        | 2        | 1        | 7    | 3    |
| 3.º  | Vélez Sarsfield | 5   | 3        | 2        | 1        | 6    | 5    |
| 4.º  | Club Rosario    | 0   | 3        | 0        | 3        | 0    | 9    |

|  |                       |
|  | Avanza a semifinales. |
|  | Eliminado del torneo. |

| 29 de marzo, 19:00 | Boca Juniors | 2 - 3                                         | Vélez Sarsfield | Estadio de Villa Dora, Santa Fe |  |
|                    |              | ( 25-15, 25-17, 18-25, 26-28, 19-21 ) Reporte |                 |                                 |  |

| 29 de marzo, 21:00 | Villa Dora | 3 - 0                           | Club Rosario | Estadio de Villa Dora, Santa Fe |  |
|                    |            | ( 25-21, 25-18, 25-20 ) Reporte |              |                                 |  |

| 30 de marzo, 19:00 | Boca Juniors | 3 - 0                           | Club Rosario | Estadio de Villa Dora, Santa Fe |  |
|                    |              | ( 25-23, 25-16, 25-17 ) Reporte |              |                                 |  |

| 30 de marzo, 21:00 | Villa Dora | 3 - 0                           | Vélez Sarsfield | Estadio de Villa Dora, Santa Fe |  |
|                    |            | ( 25-16, 25-20, 25-21 ) Reporte |                 |                                 |  |

| 31 de marzo, 18:00 | Vélez Sarsfield | 3 - 0                           | Club Rosario | Estadio de Villa Dora, Santa Fe |  |
|                    |                 | ( 25-21, 25-11, 25-18 ) Reporte |              |                                 |  |

| 31 de marzo, 20:00 | Villa Dora | 1 - 3                                  | Boca Juniors | Estadio de Villa Dora, Santa Fe |  |
|                    |            | ( 22-25, 17-25, 18-25, 22-25 ) Reporte |              |                                 |  |

### Zona H; permanencia
| Pos. | Equipo                  | Pts | Partidos | Partidos | Partidos | Sets | Sets |
| Pos. | Equipo                  | Pts | PJ       | PG       | PP       | SG   | SP   |
| ---- | ----------------------- | --- | -------- | -------- | -------- | ---- | ---- |
| 1.º  | River Plate             | 9   | 3        | 3        | 0        | 9    | 0    |
| 2.º  | San José (Entre Ríos)   | 5   | 3        | 2        | 1        | 6    | 7    |
| 3.º  | Universitario (Córdoba) | 4   | 3        | 1        | 2        | 5    | 6    |
| 4.º  | Gigantes del Sur        | 0   | 3        | 0        | 3        | 2    | 9    |

|  |                                 |
|  | Mantiene la categoría.          |
|  | Pierde la categoría, desciende. |

| 29 de marzo, 16:00 | River Plate | 3 - 0                           | San José (ER) | Estadio Ruca Che, Neuquén |  |
|                    |             | ( 25-18, 25-22, 25-18 ) Reporte |               |                           |  |

| 29 de marzo, 18:00 | Gigantes del Sur | 1 - 3                                  | Universtario (C) | Estadio Ruca Che, Neuquén |  |
|                    |                  | ( 25-23, 24-26, 23-25, 18-25 ) Reporte |                  |                           |  |

| 30 de marzo, 18:00 | River Plate | 3 - 0                           | Universitario (C) | Estadio Ruca Che, Neuquén |  |
|                    |             | ( 25-18, 25-14, 25-17 ) Reporte |                   |                           |  |

| 30 de marzo, 20:00 | Gigantes del Sur | 1 - 3                                  | San José (ER) | Estadio Ruca Che, Neuquén |  |
|                    |                  | ( 25-15, 23-25, 21-25, 18-25 ) Reporte |               |                           |  |

| 31 de marzo, 18:00 | Universitario (C) | 2 - 3                                         | San José (ER) | Estadio Ruca Che, Neuquén |  |
|                    |                   | ( 25-22, 20-25, 27-25, 24-26, 13-15 ) Reporte |               |                           |  |

| 31 de marzo, 20:00 | Gigantes del Sur | 0 - 3                           | River Plate | Estadio Ruca Che, Neuquén |  |
|                    |                  | ( 14-25, 21-25, 19-25 ) Reporte |             |                           |  |

## Cuarta fase
|  | Semifinales      | Semifinales | Semifinales      | Semifinales |   |              | Final | Final | Final | Final |  |
|  |                  |             |                  |             |   |              |       |       |       |       |  |
|  |                  |             |                  |             |   |              |       |       |       |       |  |
|  | Boca Juniors     | 3           | 3                | —           |   |              |       |       |       |       |  |
|  | Boca Juniors     | 3           | 3                | —           |   |              |       |       |       |       |  |
|  | Gimnasia (LP)    | 0           | 0                | —           |   |              |       |       |       |       |  |
|  | Gimnasia (LP)    | 0           | 0                | —           |   | Boca Juniors | 0     | 3     | 3     |       |  |
|  |                  |             |                  |             |   | Boca Juniors | 0     | 3     | 3     |       |  |
|  |                  |             | San Lorenzo (BA) | 3           | 1 | 1            |       |       |       |       |  |
|  | San Lorenzo (BA) | 2           | San Lorenzo (BA) | 3           | 1 | 1            | 3     | 3     |       |       |  |
|  | San Lorenzo (BA) | 2           |                  |             |   |              | 3     | 3     |       |       |  |
|  | Villa Dora       | 3           | 1                | 0           |   |              |       |       |       |       |  |
|  | Villa Dora       | 3           | 1                | 0           |   |              |       |       |       |       |  |
|  |                  |             |                  |             |   |              |       |       |       |       |  |

### Semifinales
Boca Juniors - Gimnasia (La Plata)
| 4 de abril, 21:00 | Gimnasia (LP) | 0 - 3                           | Boca Juniors | Polideportivo Víctor Nethol, La Plata |  |
|                   |               | ( 23-25, 15-25, 17-25 ) Reporte |              |                                       |  |

| 6 de abril, 20:00 | Boca Juniors | 3 - 0                           | Gimnasia (LP) | Microestadio Luis Conde, Buenos Aires |  |
|                   |              | ( 25-13, 25-19, 27-25 ) Reporte |               |                                       |  |

San Lorenzo (Buenos Aires) - Villa Dora
| 4 de abril, 21:00               | Villa Dora | 3 - 2                                         | San Lorenzo (BA) | Estadio de Villa Dora, Santa Fe |  |
|                                 |            | ( 21-25, 25-20, 25-21, 19-25, 15-11 ) Reporte |                  |                                 |  |
| Partido televisado por DeporTV. |            |                                               |                  |                                 |  |

| 6 de abril, 21:00 | San Lorenzo (BA) | 3 - 1                                  | Villa Dora | Polideportivo Roberto Pando, Buenos Aires |  |
|                   |                  | ( 25-22, 25-15, 22-25, 25-23 ) Reporte |            |                                           |  |

| 7 de abril, 20:00 | San Lorenzo (BA) | 3 - 0                           | Villa Dora | Polideportivo Roberto Pando, Buenos Aires |  |
|                   |                  | ( 25-17, 25-14, 25-15 ) Reporte |            |                                           |  |

### Final
Boca Juniors - San Lorenzo (Buenos Aires)
| 11 de abril, 21:00              | San Lorenzo (BA) | 3 - 0                           | Boca Juniors | Polideportivo Roberto Pando, Buenos Aires |  |
|                                 |                  | ( 25-23, 25-18, 25-19 ) Reporte |              |                                           |  |
| Partido televisado por DeporTV. |                  |                                 |              |                                           |  |

| 15 de abril, 21:00              | Boca Juniors | 3 - 1                                  | San Lorenzo (BA) | Microestadio Luis Conde, Buenos Aires |  |
|                                 |              | ( 25-19, 25-23, 21-25, 25-22 ) Reporte |                  |                                       |  |
| Partido televisado por DeporTV. |              |                                        |                  |                                       |  |

| 17 de abril, 21:00              | Boca Juniors | 3 - 1                                  | San Lorenzo (BA) | Microestadio Luis Conde, Buenos Aires |  |
|                                 |              | ( 23-25, 25-18, 25-19, 25-18 ) Reporte |                  |                                       |  |
| Partido televisado por DeporTV. |              |                                        |                  |                                       |  |